# W. R. Burnett
William Riley Burnett (Springfield, 25 novembre 1899 – Santa Monica, 25 aprile 1982) è stato uno scrittore e sceneggiatore statunitense.

## Biografia
Studiò al Miami Military Institute di Germantown, e nella natia Springfield si impiegò al servizio civile, scrivendo nel frattempo racconti e romanzi. Costantemente rifiutato dagli editori, nel 1928 si trasferì a Chicago, trovando un impiego notturno al malfamato Northmere Hotel. Il costante contatto con i bassifondi fatti di criminali, scommettitori, pugili e vagabondi, gli ispirò il romanzo Piccolo Cesare, storia dell'ascesa e della caduta di un gangster, che venne subito pubblicato nel 1929 dall'editore Lincoln MacVeagh, con la propria casa editrice The Dial Press di New York; il successo diede luogo a una pressoché immediata trasposizione cinematografica da parte del regista Mervyn LeRoy, anch'essa di grande successo.
Dal 1943 al 1982 fu sposato con Witney Forbes Johnston, dalla quale ebbe due figli.
Dai suoi racconti e romanzi furono tratti decine di film, talvolta da lui stesso adattati per il cinema. Si possono ricordare in particolare, oltre a Piccolo Cesare (1931), di Mervyn LeRoy, Una pallottola per Roy (1941), di Raoul Walsh, e Giungla d'asfalto (1950), di John Huston.

## Riconoscimenti
Premi Oscar 1943 – Candidatura alla miglior sceneggiatura originale per L'isola della gloria (Wake Island) di John Farrow.

## Opere

### Racconti
- Round trip (1929)
- Travelling light (1935)
- Dressing up (1949)
- Vanishing Act (1955)

### Romanzi
- Piccolo Cesare (Little Caesar) (1929)
- The Silver Eagle (1931)
- The Giant Swing (1932)
- L'uomo di ferro (Iron Man) (1932)
- Sfida infernale ("Saint" Johnson) (1932)
- Eri un'abitudine (Dark Hazard) (1933)
- Goodbye to the Past: Scenes from the Life of William Meadows (1934)
- The Goodhues of Sinking Creek (1934)
- King Cole (1936)
- The Dark Command: A Kansas Iliad (1938)
- La trappola (High Sierra) (1940)
- The Quick Brown Fox (1942)
- Nobody Lives Forever (1943)
- Tomorrow's Another Day (1945)
- Giorni d'angoscia (Romelle) (1946)
- La giungla d'asfalto (The Asphalt Jungle) (1949)
- Stretch Dawson (1950)
- Uomini con la maschera (Little Men, Big World) (1951)
- Il boia è solo (Vanity Row) (1952)

- Sul sentiero di guerra (Adobe Walls: A Novel of the Last Apache Rising) (1953)
- Big Stan (1953)
- Il ribelle d'Irlanda (Captain Lightfoot) (1954)
- It's Always Four O'Clock (1956)
- Luna pallida (Pale Moon) (1956)
- Aiuto (Underdog) (1957)
- Eravamo amici (Bitter Ground) (1958)
- Mi Amigo (Mi Amigo) (1959)
- Rimpiangimi (Conant) (1961)
- Caffè espresso (Round the Clock at Volari's) (1961)
- The Goldseekers (1962)
- La vedova incendiaria (The Widow Barony) (1962)
- The Abilene Samson (1963)
- Sergeants 3 (1963)
- The Roar of the Crowd: Conversations With an Ex-Big-Leaguer (1964)
- The Winning of Mickey Free (1965)
- L'uomo freddo (The Cool Man) (1968)
- Good-bye, Chicago (Good-bye: 1928, End of an Era) (1981)

### Sceneggiature
- Scarface - Lo sfregiato (Scarface), regia di Howard Hawks (1932)
- L'uomo del West (The Westerner), regia di William Wyler (1940) (non accreditato)
- Una pallottola per Roy (High Sierra), regia di Raoul Walsh (1941)
- The Get-Away, regia di Edward Buzzell (1941)
- Il fuorilegge (This Gun for Hire), regia di Frank Tuttle (1942)
- L'isola della gloria (Wake Island), regia di John Farrow (1942)
- Convoglio verso l'ignoto (Action in the North Atlantic), regia di Lloyd Bacon (1943) (dialoghi addizionali)
- Le spie (Background to Danger), regia di Raoul Walsh (1943)
- Duello a S. Antonio (San Antonio), regia di David Butler e, non accreditati, Robert Florey e Raoul Walsh (1945)
- Una luce nell'ombra (Nobody Lives Forever), regia di Jean Negulesco (1946)
- Io amo (The Man I Love), regia di Raoul Walsh (1947) (non accreditato)
- Pistole puntate (Belle Starr's Daughter), regia di Lesley Selander (1948)
- La vendicatrice (Vendetta), regia di Mel Ferrer (1950)
- La gang (The Racket), regia di John Cromwell (1951)
- Agente federale X3 (Dangerous Mission), regia di Louis King (1954)
- Gente di notte (Night People), regia di Nunnally Johnson (1954) (non accreditato)
- Il ribelle d'Irlanda (Captain Lightfoot), regia di Douglas Sirk (1955)
- Voi assassini (Illegal), regia di Lewis Allen (1955)
- Tutto finì alle sei (I Died a Thousand Times), regia di Stuart Heisler (1955)
- I gangster non perdonano (Accused of Murder), regia di Joseph Kane (1956)
- Scorciatoia per l'inferno (Short Cut to Hell), regia di James Cagney (1957) (non accreditato)
- Il boia (The Hangman), regia di Michael Curtiz (1959) (non accreditato)
- La ragazza dal bikini rosa (September Storm), regia di Byron Haskin (1960)
- Tre contro tutti (Sergeants 3), regia di John Sturges (1962)
- La grande fuga (The Great Escape), regia di John Sturges (1963)
- I 4 del Texas (4 for Texas), regia di Robert Aldrich (1963) (non accreditato)
- Base artica Zebra (Ice Station Zebra), regia di John Sturges (1968) (non accreditato)
- Un assassino per un testimone (Stiletto), regia di Bernard L. Kowalski (1969) (non accreditato)

## Trasposizioni cinematografiche
- Piccolo Cesare (Little Caesar) regia di Mervyn LeRoy (1931)
- The Finger Points, regia di John Francis Dillon (1931)
- L'uomo d'acciaio (Iron Man), regia di Tod Browning (1931)
- Il pericolo pubblico n. 1 (The Beast of the City), regia di Charles Brabin (1932)
- Law and Order, regia di Edward L. Cahn (1932)
- Dark Hazard, regia di Alfred E. Green (1934)
- Tutta la città ne parla (The Whole Town's Talking), regia di John Ford (1935)
- Il dottor Socrate (Dr. Socrates), regia di William Dieterle (1935)
- 36 Hours to Kill, regia di Eugene Forde (1936)
- Wild West Days, regia di Ford Beebe e Clifford Smith (1937)
- Wine, Women and Horses, regia di Louis King (1937)
- Some Blondes Are Dangerous, regia di Milton Carruth (1937)
- King of the Underworld, regia di Lewis Seiler (1939)
- Il generale Quantrill (Dark Command), regia di Raoul Walsh (1940) (romanzo)
- Law and Order, regia di Ray Taylor (1940)
- Una pallottola per Roy (High Sierra), regia di Raoul Walsh (1941)
- Dance Hall, regia di Irving Pichel (1941)
- Agguato sul fondo (Crash Dive), regia di Archie Mayo (1943)
- Una luce nell'ombra (Nobody Lives Forever), regia di Jean Negulesco (1946)
- Pistole puntate (Belle Starr's Daughter), regia di Lesley Selander (1948)
- Cielo giallo (Yellow Sky), regia di William A. Wellman (1948)
- Gli amanti della città sepolta (Colorado Territory), regia di Raoul Walsh (1949)
- Giungla d'asfalto (The Asphalt Jungle), regia di John Huston (1950)
- L'uomo di ferro (Iron Man), regia di Joseph Pevney (1951)
- Il giustiziere (Law and Order), regia di Nathan H. Juran (1953)
- La freccia insanguinata (Arrowhead), regia di Charles Marquis Warren (1953)
- Il ribelle d'Irlanda (Captain Lightfoot), regia di Douglas Sirk (1955)
- Tutto finì alle sei (I Died a Thousand Times), regia di Stuart Heisler (1955)
- I gangster non perdonano (Accused of Murder), regia di Joseph Kane (1956)
- Gli uomini della terra selvaggia (The Badlanders), regia di Delmer Daves (1958)
- Rapina al Cairo (Cairo), regia di Wolf Rilla (1963)
- 6 pallottole per 6 carogne (The Jackals), regia di Robert D. Webb (1967)
- I diamanti sono pericolosi (Cool Breeze), regia di Barry Pollack (1972)